# Pašerimut
Pašerimut nebo též Psammuthis byl faraon 29. dynastie během let 392–391 př. n. l.

## Vláda

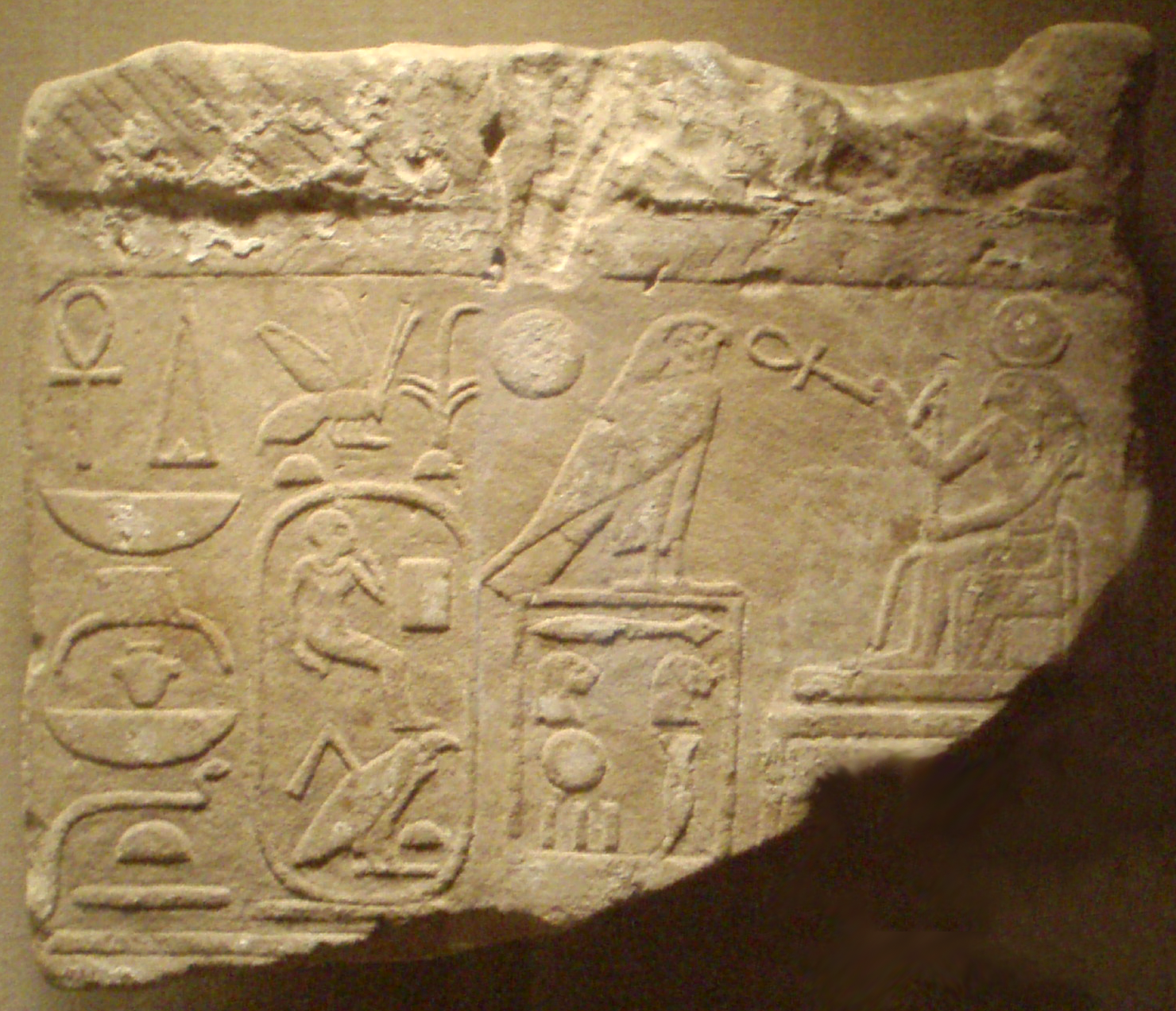
Fragment reliefu Psammuthis; Museum Berlin

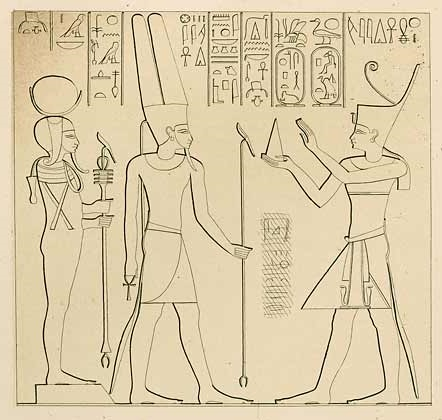
Psammuthis obětuje bohům Amonovi (střed), Pthovi (vlevo)

Nástupnictví v této dynastii je nejasné. Posloupnost králů je různá z různých zdrojů a je nejisté, zda Pašerimut nastoupil po Hakorovi, nebo naopak.
Podle hypotézy egyptologa Johna D. Raye, po smrti Nefaarudže I. v roce 393 př. n. l. trůn připadl jeho synovi a nástupci, kterým byl pravděpodobně Hakor. Zdá se však, že jej v jeho druhém roce vlády Pašerimut sesadil a sám se chopil vlády.
Manehto i Démotická kronika připisují Pašerimutovi vládu trvající rok. Před druhým rokem vlády Pašerimuta získal Hakor zpět svoji vládu a pokračoval v jejím datování od svého prvního korunovačního data, jednoduše předstíral, že tato mezera nikdy neexistovala. 
Přesto přežily některé archeologické záznamy zmiňující Pašerimuta: Stéla matky Apise ze Serapea v Sakkáře a některé další nálezy z oblasti Théb. Pašerimut je běžně považován za stavitele kaple v Karnaku, kterou později dokončil Hakor. Je však také možné, že kapli založil Hakor před jeho sesazením a dále ji obnovil během své druhé vlády.

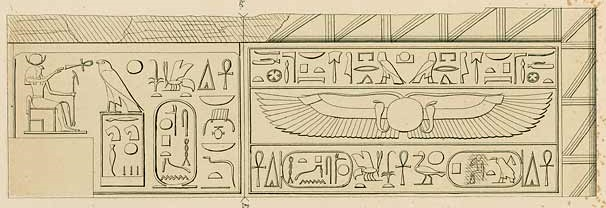
Relief z Karnaku s kartušemi Psammuthise